# Dark Horse (píseň, Katy Perry)

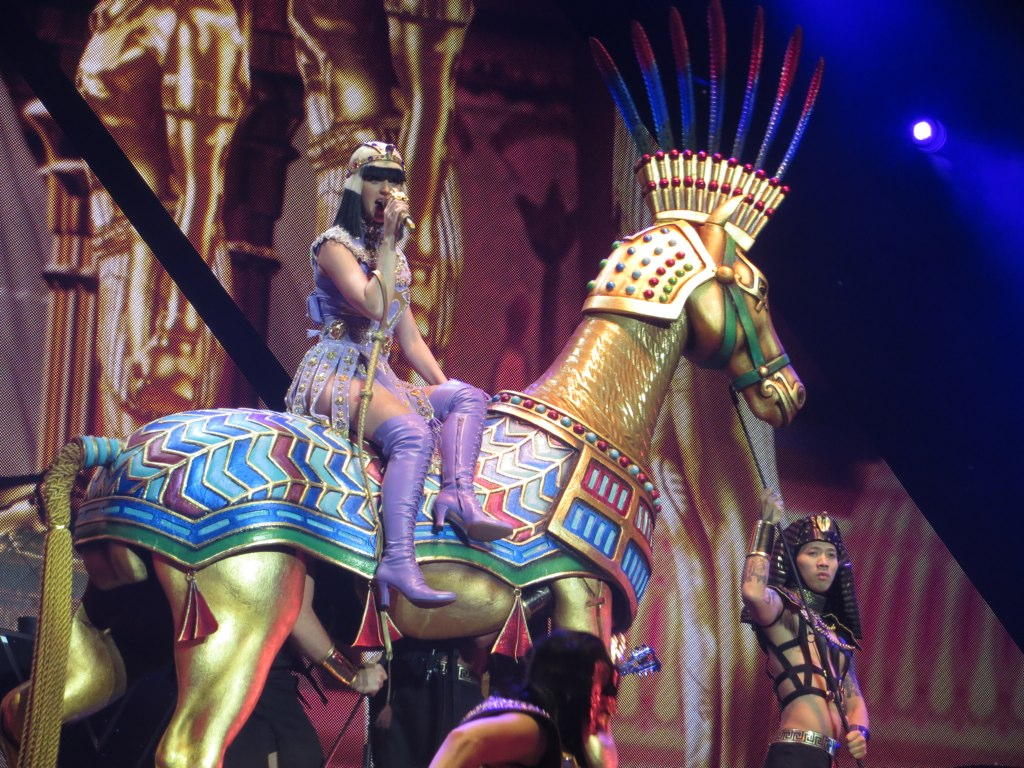
Katy na Prismatic World Tour

„Dark Horse“ je píseň americké zpěvačky Katy Perry a rappera Juicy J. Píseň byla původně vydána 17. září 2013 u Capitol Records jako první propagační singl ze čtvrté studiové album Prism (2013). Dne 17. prosince, o tři měsíce později, byla vydána jako třetí oficiální singl. Oba umělci napsali píseň s producenty Max Martin, Cirkutem, Dr. Lukem a Sarah Hudson.

## Žebříček
| Země                                | Pozice (2013/2014) |
| ----------------------------------- | ------------------ |
| Austrálie (ARIA)                    | 5                  |
| Kanada (Billboard)                  | 1                  |
| Česko (Rádio Top 100)               | 2                  |
| Francie (SNEP)                      | 6                  |
| Německo (Official German Charts)    | 6                  |
| Irsko (IRMA)                        | 3                  |
| Polsko (Polish Airplay Top 100)     | 1                  |
| Španělsko (PROMUSICAE)              | 9                  |
| Itálie (FIMI)                       | 5                  |
| Slovensko (Singles Digitál Top 100) | 11                 |
| UK (Official Charts Company)        | 4                  |
| US (Billboard)                      | 1                  |